# 김수진 (성우)
김수진(1970년 8월 28일 ~ )은 대한민국의 성우이다. 1991년~1993년까지 CBS 공채 17기 성우로 입사하여 활동하였다가 1994년 KBS 공채 24기 성우로 재데뷔했다.

## 주요 출연작품

### 애니메이션
- 로봇 축구 (EBS) - 리블리, 맨발, 짱
- 만화로 보는 과학이야기 (EBS)
- 사막의 해적 캡틴 쿠파 (재능TV) - 미르카
- 바나바나 매직마운틴 (SBS)

### 영화
- 처음 만나는 자유 (SBS)
- 사이렌스 (SBS) - 키티 (포샤 드 로시)
- 황비홍 (SBS)
- 쓰리 (SBS)
- 리플레이스먼트 (SBS)
- 강시소야 (SBS)
- 애니 기븐 선데이 (SBS) - 맨디 머피 (엘리자베스 버클리) 외
- 바이센테니얼 맨 (SBS) - 컴퓨터
- 속 비각칠 (SBS) - 아천의 동생(호앵문)
- 로봇 (2005)
- 투캅스 - 우리말 더빙
- 고스트맘마 - 우리말 더빙

### 방송
- 맞춤법과 표준어 (방송대학TV)
- KBS1 특집 다큐 - 조선을 사랑한 의사 에비슨 42년의 기록 (KBS1)
- 브레인 서바이버 (MBC) - 2005년 3월 20일 출연
- PD수첩 (MBC) - 2006년 7월 4일 방영분(684회) 인터뷰
- 굿모닝 닥터 (SBS)

### 라디오
- CBS 다큐멘터리 드라마 성경인물전 (CBS) 라디오
- 현장르포 - 이것이 인생이다 (CBS) 라디오

### 게임
- 랑그릿사 3: 전설의 시작 - 티아리스

### 광고
- 한국통신 (KT)
- 노동부
- 현대방송
- CARV 와우

### 노래
- 바나바나 매직마운틴 (SBS) - 주재곡 녹음

### 기타
- KBS 제1라디오 누나와 함께 MC
- KBS TV 달려라 중계차 리포트
- KBS 전주방송총국 제1TV 우리들 차지 - 개구리, 찡보, 인형 목소리
- KBS 전주방송총국 제1TV 창립50주년 특집 전래동화를 찿아서 MC
- KBS 제1라디오 KBS 동요잔치 - 구성작가 겸 리포트
- KBS IBS 공개홀 윤극영 선생추모 반달노래 큰잔치 - 송승환과 더블 MC
- CBS 교통 캠페인 독서캠페인 SPOT
- KBS 사회 교육국 경제와 생활 경제생활뉴스코너 진행
- 기독교 TV 가족극장
- 사랑의 소리방송 사랑의 교차로 진행
- 교통방송 교통 캠페인 녹음
- KBS 2TV 특명 학력파괴 삐삐요리방 나레이션
- KBS 1TV 건강만들기 재료 상품 소개
- 중앙교육 진흥 연구소 주최 모의듣기평가 문제 출제
- EBS 과학과목 (물리, 과학, 지구과학, 생물) 문제 출제
- 다수의 은행, 백화점, 휴대폰 네비게이션, 휴대폰 컬러링, 출판사 교재, 전화걸때 연결이되지않아삐소리후 소리쌤 ARS 등 녹음

## 같이 보기
- 기독교방송 성우극회
- 한국방송 성우극회